# Liste antiker Ortsnamen und geographischer Bezeichnungen/Sp
| Lateinischer Name | Griechischer Name                | Beschreibung                                        | Heute                                           | Quellen und Verweise | Lage |
| ----------------- | -------------------------------- | --------------------------------------------------- | ----------------------------------------------- | -------------------- | ---- |
| Spalathra         |                                  |                                                     |                                                 | Smith;               |      |
| Spalatum          | Ἀσπάλαθος (Aspalathos)           | Ort in Dalmatia                                     | Split in Kroatien                               | Smith;               |      |
| Spaneta           |                                  |                                                     |                                                 | Smith;               |      |
| Sparata           |                                  |                                                     |                                                 | Smith;               |      |
| Sparta            | Σπάρτη (Spartē), Σπάρτα (Sparta) | Stadt in Lakonien                                   | Sparta auf dem Peloponnes                       | Smith;               |      |
| Spartarius Campus |                                  |                                                     |                                                 | Smith;               |      |
| Spartolus         |                                  |                                                     |                                                 | Smith;               |      |
| Spauta            |                                  |                                                     |                                                 | Smith;               |      |
| Spelaeum          |                                  |                                                     |                                                 | Smith;               |      |
| Spelunca          |                                  |                                                     |                                                 | Smith;               |      |
| Speos Artemidos   |                                  | Stadt in Mittelägypten                              | Istabl Antar in Ägypten                         | Smith;               |      |
| Spercheius        |                                  |                                                     |                                                 | Smith;               |      |
| Sperchiae         |                                  |                                                     |                                                 | Smith;               |      |
| Sphacteria        |                                  |                                                     |                                                 | Smith;               |      |
| Sphaeria          | Σφαιρία (Sferia)                 | Insel vor Troizen                                   |                                                 | Smith;               |      |
| Sphagiae          |                                  |                                                     |                                                 | Smith;               |      |
| Sphendale         |                                  |                                                     |                                                 | Smith;               |      |
| Sphentzanium      |                                  |                                                     |                                                 | Smith;               |      |
| Sphettus          |                                  |                                                     |                                                 | Smith;               |      |
| Sphingium         |                                  |                                                     |                                                 | Smith;               |      |
| Spina             | Σπίνα (Spina)                    | Stadt in Gallia cisalpina, an der Mündung des Padus | in der Nähe von Comacchio in der Emilia-Romagna | Smith;               |      |
| Spinae            |                                  |                                                     |                                                 | Smith;               |      |
| Spiraeum          |                                  |                                                     |                                                 | Smith;               |      |
| Spoletium         | Σπωλήτιον (Spōlētion)            | Stadt in Umbria                                     | Spoleto in Umbrien                              | Smith;               |      |
| Sporades          |                                  |                                                     |                                                 | Smith;               |      |